# هاینریش لانز
هاینریش لانز (انگلیسی: Heinrich Lanz AG) شرکت ماشین‌آلات کشاورزی آلمانی بود، که در سال ۱۸۵۹ تأسیس و در سال ۱۹۵۶ در پی ادغام با شرکت جان دیر، منحل شد.